# Tepe bilabial
O tepe ou vibrante simples bilabial é um flepe não rótico incomum. É geralmente, e talvez sempre, um alofone do toque labiodental, embora seja o alofone preferido em uma minoria de línguas como a Banda e algumas de suas vizinhas.
Em Mono, o som foi descrito da seguinte forma:
Na primeira etapa, o lábio inferior se retrai na cavidade oral para uma posição atrás dos dentes superiores. Ao mesmo tempo, o lábio superior desce para envolver os dentes superiores. Na segunda etapa, o lábio inferior avança rapidamente, batendo contra o lábio superior à medida que sai da cavidade oral. É expresso em toda a articulação. Além disso, durante a articulação do som, a língua se contrai no fundo da boca, adicionando um componente velar ao som.
E, para alofonia entre o flepe bilabial e dentolabial:
A articulação do som consiste em duas etapas. Primeiro, o lábio inferior é retraído lentamente para a boca, bem atrás dos dentes superiores. Em segundo lugar, o lábio inferior é trazido para frente, batendo rapidamente no lábio superior ou nos dentes superiores.
Na literatura, ele tem sido frequentemente transcrito por um w modificado pelo diacrítico extra-curto, ⟨w̆⟩.
Em 2005, a International Phonetic Association adotou o símbolo v do gancho direito para representar o flepe labiodental. Desde então, a transcrição recebida do retalho bilabial envolve o emprego do símbolo do retalho labiodental modificado por um diacrítico avançado: ⟨ⱱ̟⟩. Uma vez que os retalhos são semelhantes a paradas breves, ele também poderia ser transcrito como ⟨b̆⟩.

## Ocorrência
| Língua  | Língua  | Palavra              | AFI                  | Significado          | Notas                                                               |
| ------- | ------- | -------------------- | -------------------- | -------------------- | ------------------------------------------------------------------- |
| Mono    | Mono    | vwa                  | [ⱱ̟a]                 | Mandar               | Contrasta com /v/ e /w/. Com variação livre com retalho labiodental |
| Lengola | Lengola | [exemplo necessário] | [exemplo necessário] | [exemplo necessário] |                                                                     |
| Mambay  | Mambay  | [exemplo necessário] | [exemplo necessário] | [exemplo necessário] |                                                                     |